# Лорж, Жан Тома Гийом
Жан Тома Гийом Лорж (фр. Jean Thomas Guillaume Lorge; 1767—1826) — французский военный деятель, дивизионный генерал (1799 год), барон (1811 год), участник революционных и наполеоновских войн.

## Биография
19 ноября 1785 года вступил драгуном в полк Дофина (будущий 7-й драгунский). 4 сентября 1792 года избран сослуживцами капитаном 1-го батальона Национальной гвардии Ломбардов. В 1792—1794 годах сражался в Арденнах, проявил себя храбрым и распорядительным командиром. 25 сентября 1793 года произведён в бригадные генералы. Участник сражения при Флёрюсе. С 1794 года сражался в рядах Самбро-Маасской армии, участвовал в блокаде Намюра. С 1795 года — в Рейнской армии. С 30 апреля 1799 года командир дивизии в Гельветьской армии. Отличился в сражении при Цюрихе. С 12 декабря 1799 года командир 3-й дивизии в Армии Германии. С 21 марта 1800 года командир 4-й дивизии. Участвовал в сражении при Энгене, Мёсскирхе, Меммингене. В мае 1800 года дивизия Лоржа переведена в корпус Монсея в Итальянской армии. Отличился в военных действиях при Мантуе. С 20 декабря 1800 года командующий 26-м военным округом.
С 23 ноября 1805 года командир 3-й дивизии Северной армии. 11 февраля 1806 года вернулся в свой округ. 10 ноября 1806 года возглавил кавалерию 8-го корпуса маршала Мортье в составе Великой Армии. С 25 мая 1807 года командир 5-й драгунской дивизии 5-го корпуса.
В октябре 1808 года дивизия Лоржа была переброшена в Испанию. С 1 января 1809 года командир дивизии во 2-м корпусе маршала Сульта в Испании. Участвовал в сражениях при Прерюсе и Карвало. 5 октября 1810 года назначен губернатором Ла-Манчи, но уже через 2 дня получил кавалерийскую дивизию в Испании. 16 ноября 1811 года отозван во Францию.
С 24 марта 1812 года командир 7-й дивизии тяжелой кавалерии Великой Армии. Участвовал в походе в Россию. Кирасиры Лоржа отличились в Бородинском сражении. В 1813 году сражался в Саксонии. С 25 марта 1813 года командир дивизии лёгкой кавалерии в составе 3-го кавалерийского корпуса. Отличился в сражениях при Гросберене, Денневице, Лейпциге и т. д.
После отречения Наполеона перешёл на сторону Бурбонов и в мае 1814 года назначен королевским комиссаром в Испании и Португалии по освобождению французских пленных. Во время «Ста дней» оставался в стороне. При 2-й Реставрации с октября 1815 года по 30 декабря 1818 года генерал-инспектор кавалерии 13-го военного округа. 1 января 1825 года вышел в отставку.

## Воинские звания
- Капитан (4 сентября 1792 года);
- Бригадный генерал (25 сентября 1793 года);
- Дивизионный генерал (4 апреля 1799 года).

## Титулы
- Барон Лорж и Империи (фр. baron Lorge et de l'Empire; декрет от 19 марта 1808 года, патент подтверждён 13 февраля 1811 года)[1].

## Награды
Легионер ордена Почётного легиона (11 декабря 1803 года)
 Коммандан ордена Почётного легиона (14 июня 1804 года)
 Кавалер военного ордена Святого Людовика (8 июля 1814 года)
 Великий офицер ордена Почётного легиона (23 августа 1814 года)